# Brian Marwood
Brian Marwood (født 2. februar 1960 i Seaham, England) er en engelsk tidligere fodboldspiller (midtbane).
På klubplan spillede Marwood blandt andet for Hull City, Sheffield Wednesday og Arsenal. Hos Arsenal var han i 1989 med til at vinde det engelske mesterskab.
Marwood spillede desuden én kamp for det engelske landshold, en venskabskamp mod Saudi-Arabien 16. november 1988.

## Titler
Engelsk mesterskab
- 1989 med Arsenal